# EN1-ST06
La route EN1-ST06 ou ceinture périphérique de Praia (en portugais : Circular da Praia) est une route qui contourne par le nord la ville de Praia dans l'île de Santiago au Cap-Vert,.

## Présentation
La route commence à son croisement de la route EN1-ST05 à proximité du campus de l’université du Cap-Vert. 
Elle se dirige vers le nord-est, passe à côté du Estádio Nacional de Cabo Verde puis croise la route EN1-ST01.
Elle continue en direction du sud, croise la route EN3-ST01 est se termine à l’aéroport international de Praia.